# Funaria fritzei
Funaria fritzei är en bladmossart som beskrevs av Geheeb 1910. Funaria fritzei ingår i släktet spåmossor, och familjen Funariaceae. Inga underarter finns listade i Catalogue of Life.